# Бранко Гапо
Бранко Ивановски, известен като Гапо (на македонска литературна норма: Бранко Ивановски Гапо), е режисьор от Социалистическа република Македония.

## Биография
Роден е на 5 февруари 1931 г. в град Тетово. През 1951 г. стартира филмовата му кариера, когато започва да работи за Вардар филм. Специализира в Париж. През 50-те и 60-те работи като филмов критик.

## Награди
- Трета награда за режисура на филма „Граница“ от Фестивала на югославския документален и късометражен филм в Белград, 1962
- Почетна диплома за филма „Последни номади“ от Първия международен преглед на фолклорни и етнограхски филми на балканските народи, 1964
- Диплома от филмовия фестивал в Загреб за филма „Животът в ръцете на секундата“, 1969
- Специална диплома за режисура за филма „Време без война“ от Фестивала на югославския игрален филм, Пула, 1969
- Сребърен медал за филма „Време без война“ от Международния филмов фестивал в Авелино, Италия, 1972
- Голяма сребърна арена за филма „Най-дългият път“ от Фестивала на югославския игрален филм, Пула, 1976

## Филмография
- Дни на изкушение (1965)
- Време без война (1969)
- Изстрел (1972)
- Най-дългият път (1976)
- Време, води (1980)
- Македонска сага (1993)